# Universitat Jagellònica
La Universitat Jagellònica (en polonès: Uniwersytet Jagiellonski, UJ; en llatí Universitas Jagellonica Cracoviensis) és una universitat pública de recerca amb seu a Cracòvia (Polònia). Va ser fundada el 1364 per Casimir III el Gran amb el nom d'«Acadèmia de Cracòvia» (Akademia Krakowska), nom que va perdurar durant segles fins a ser rebatejada amb la seva actual denominació (Uniwersytet Jagiellonski) el 1817, per commemorar la dinastia Jagellònica, ja que sota el seu mecenatge va destacar entre les grans universitats europees del Renaixement i l'Humanisme. Actualment és vista com una avantguarda de la cultura polonesa, així com un contribuent important a l'herència intel·lectual d'Europa.
El principal campus de la Universitat està situat al centre històric de la ciutat de Cracòvia. La universitat consta de tretze facultats principals, i tres facultats més agrupades sota el Collegium Medicum. El 2023, donava feina a uns 4.000 acadèmics i tenia quasi 40.000 estudiants matriculats en uns 150 camps d'estudi diferents. L'idioma principal d'ensenyament és el polonès, encara que s'ofereixen al voltant de 30 graus en anglès i alguns en alemany. La biblioteca de la universitat acull una sèrie de manuscrits medievals i renaixentistes, com ara l'emblemàtic De Revolutionibus Orbium Coelestium, de Nicolau Copèrnic, que va ser alumne d'aquesta universitat o el Codex de Balthasar Behem.

## Rànquings
- Al QS World University Rankings de 2025 està classificada en el lloc 312 del món,[6] el 120 d'Europa i el 3 d'Europa de l'est.[7]
- Al CWTS Leiden Ranking de 2024 està classificada en el lloc 266 del món, en el 72 d'Europa i el 1er de Polònia.[8]
- Al Times Higher Education Ranking de 2024 està classificada entre el lloc 601 i el 800 del món.[9]
- Al Rànquing de Xangai de 2023 està classificada entre el lloc 401 i el 500 del món i la 1-2 de Polònia.[10]
- Al QS Emerging Europe and Central Asia University Rankings de 2022 està classificada en el lloc 5.[11]

## Campus

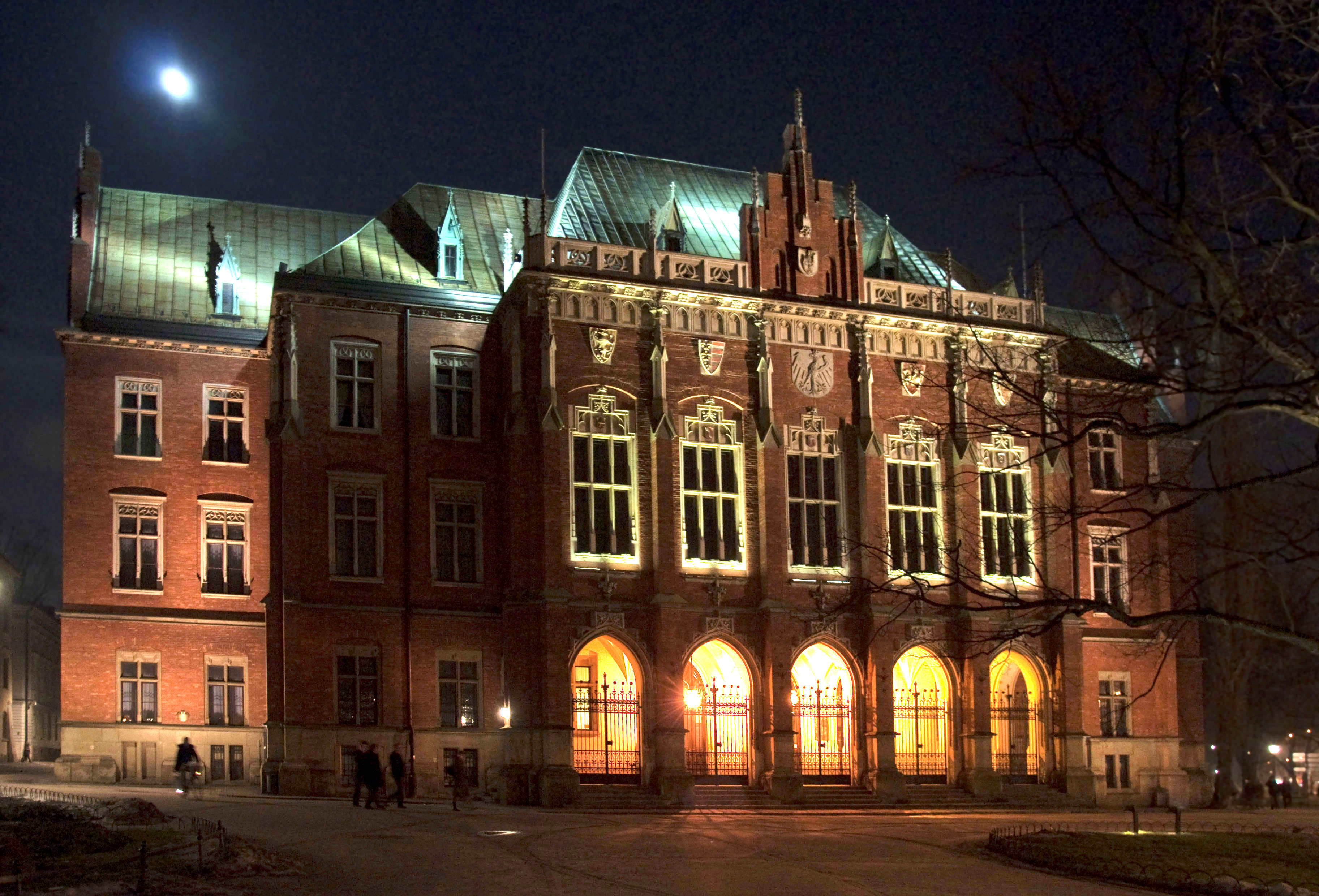
Collegium Novum de nit.

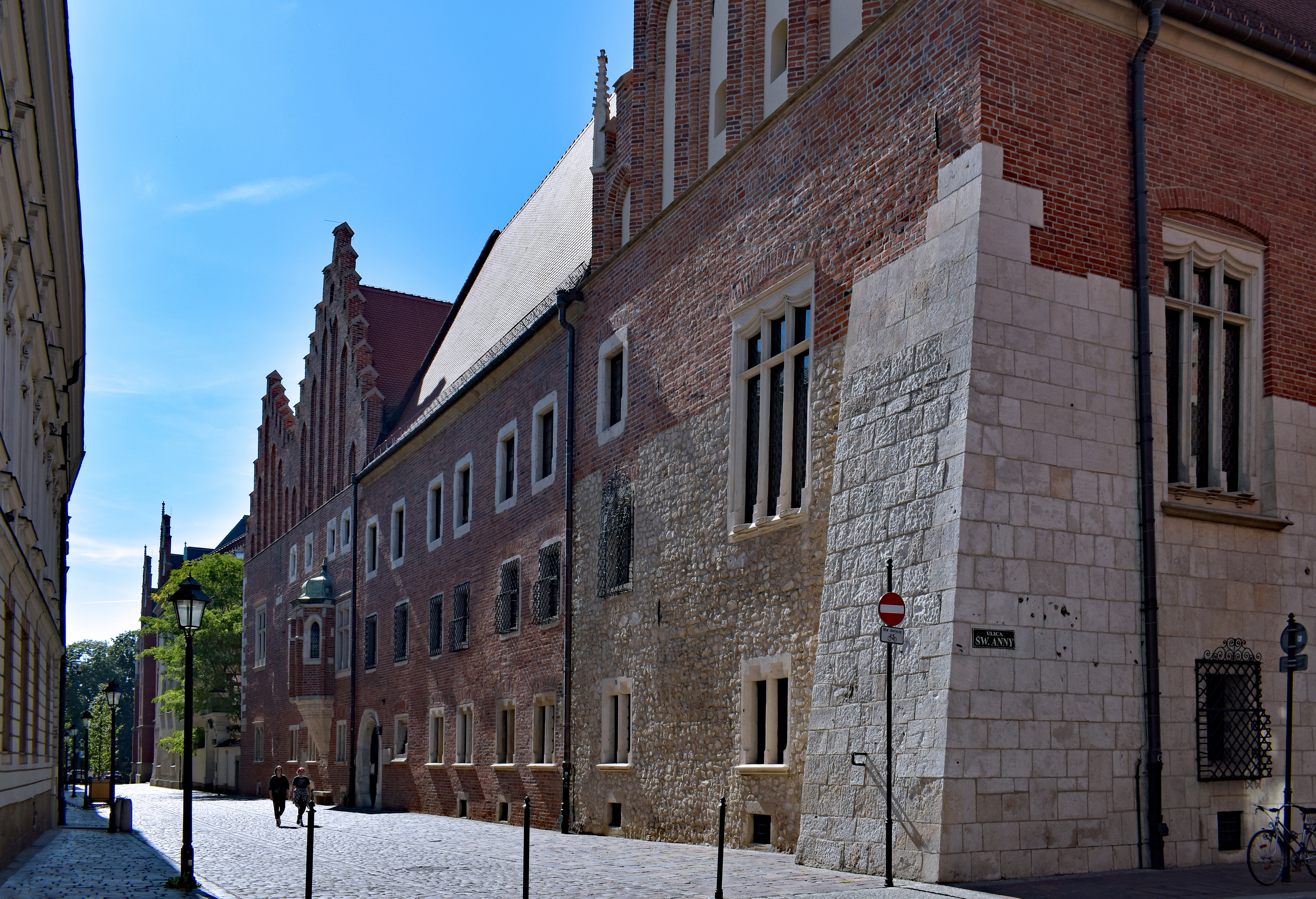
Collegium Maius, entrada pel carrer Jagiellońska.

Actualment la Universitat té tres campus i diversos edificis independents repartits al llarg de la ciutat de Cracòvia.

### Campus I
Agrupa els edificis universitaris més antics, els quals es troben al centre històric de Cracòvia, situats al llarg dels carrers Gołębia, santa Anna i Jagiellońska.
- Collegium Maius. És l'edifici més antic de la universitat i actualment allotja el museu universitari.[12]
- Collegium Minus. actualment acull l'Institut d'Arqueologia.
- Collegium Iuridicum. Des de l'any 1992, acull l'Institut d'Història de l'Art,[13] el Departament de Processament Civil i el Departament de Dret del Treball.
- Collegium Novum. És la seu del rectorat i deganats de la universitat.[14]
- Collegium Broscianum.
- Collegium Nowodworskiego. Seu de la Biblioteca Jagellònica, de l'Institut für Deutsche Ostarbeit i de l'Acadèmia de Medicina de Cracòvia.
- Collegium Witkowskiego. Seu de l'Institut d'Història.
- Collegium Kołłątaja.
- Collegium Wróblewskiego.
- Kolegium Opolskie. Des de 1987 ha allotjat algunes unitats de la Facultat d'Estudis Polonesos.
- Arsenał Królewski. Seu del Centre de Llengua i Cultura Polonesa al Món.
- Pałac Larischa. Seu de la facultat de Dret i Administració.

### Campus II

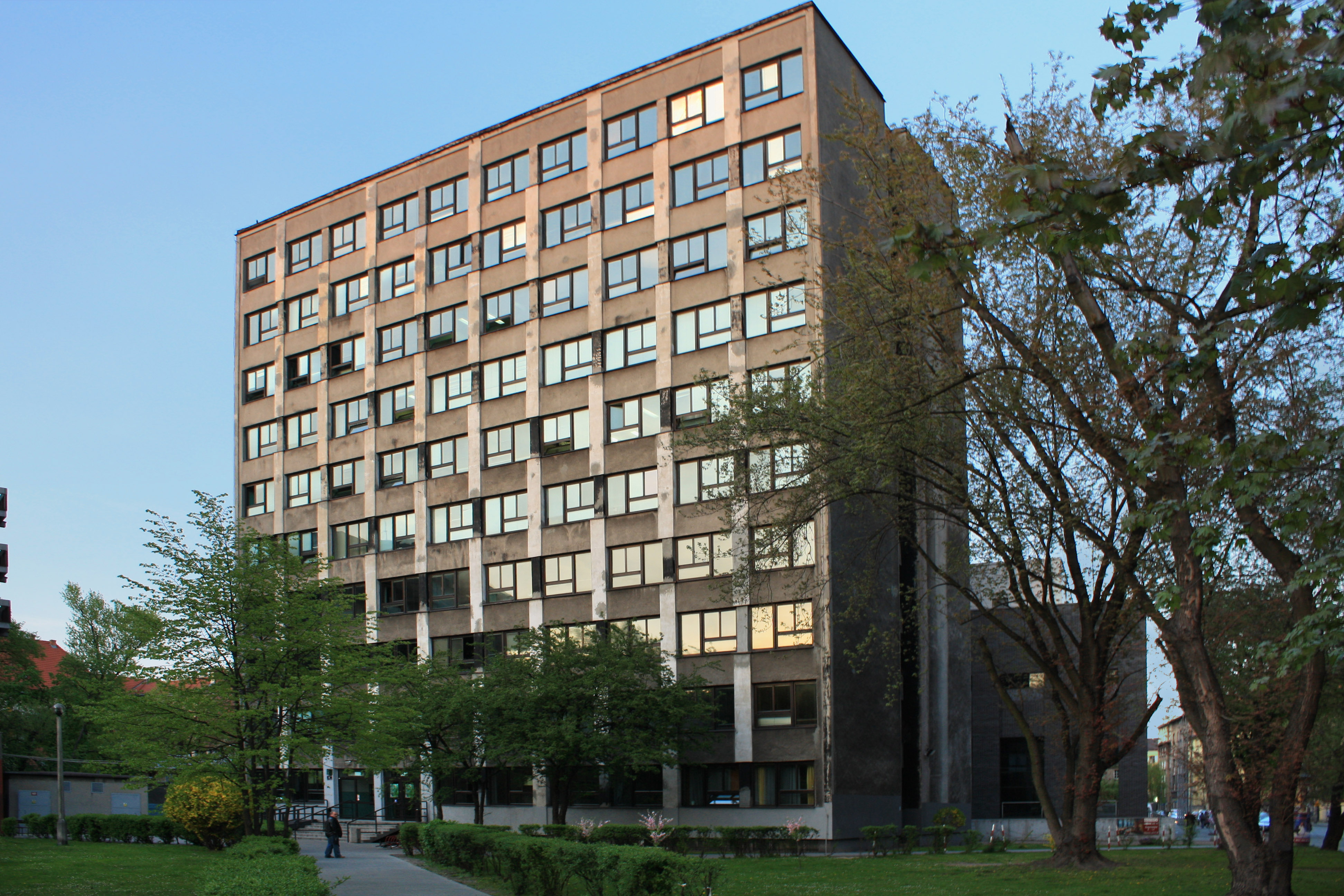
Collegium Paderevianum.

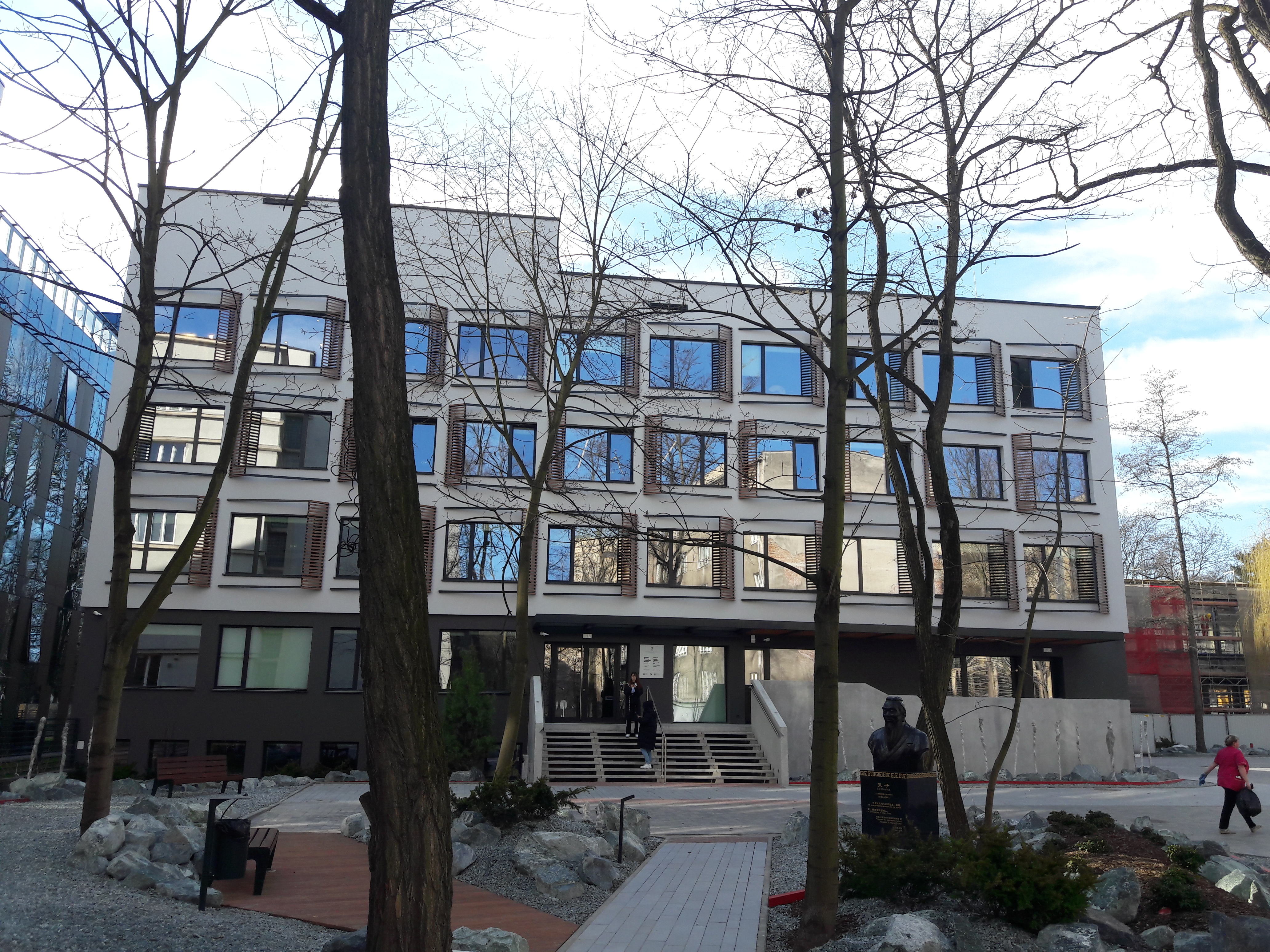
Collegium Geologicum.

- Collegium Paderevianum. Seu de la facultat de Filologia.
- Małe Collegium Paderevianum.
- Collegium Paderevianum II.
- Collegium Sanockie.[15]
- Collegium Geologicum. Va allotjar l'Institut de Ciències Geològiques i el Museu Geològic fins al 2015.[16]
- Kolegium Śląskie.
- Auditorium Maximum. Edifici d'aules i d'un amfiteatre.[17][18]

### Campus III

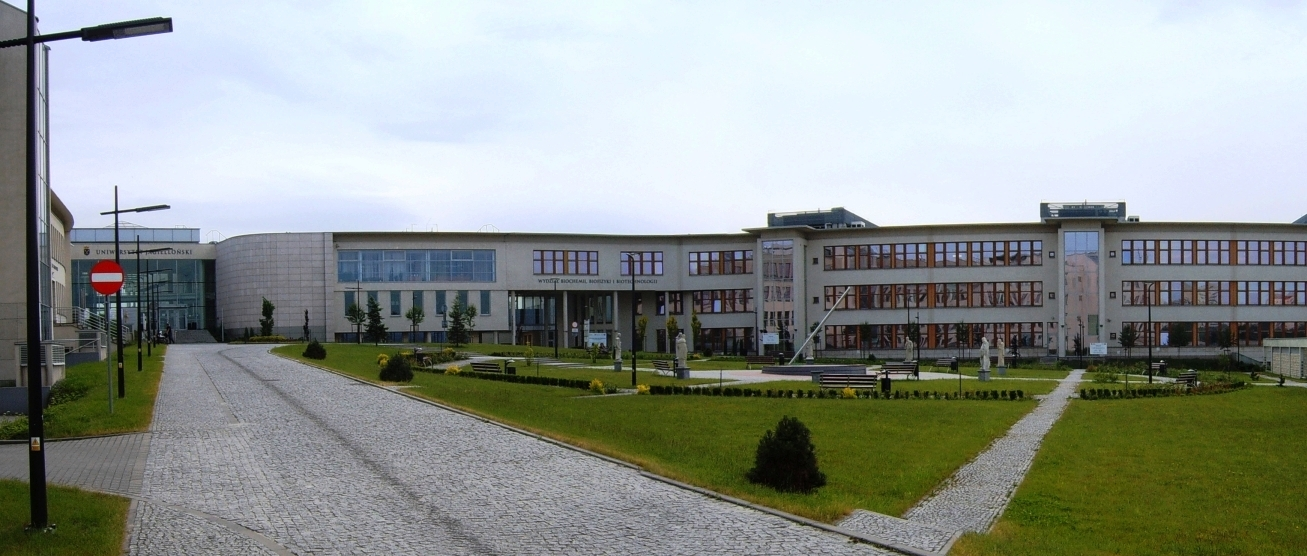
Panoràmica del Campus del 600è aniversari de la renovació de la Universitat.

També anomenat oficialment "Campus del 600è Aniversari de la Renovació de la Universitat", es troba a Dębniki, el districte VIII de la ciutat. I allotja els següents edificis:
- El Centre d'Investigació Natural i Equipament Científic. (del 1999)
- El Complex de Ciències Biològiques. (del 2000-2005)
- Edifici de la Facultat de Matemàtiques i Informàtica. (del 2008)
- Edifici de la Facultat de Gestió i Comunicació Social. (del 2009)
- Edifici de l'Institut de Zoologia. (del 2011)
- Edifici del Centre de Biotecnologia de Małopolska. (del 2013)
- Edifici de la Facultat de Física, Astronomia i Informàtica Aplicada. (del 2014)
- Edifici del Centre d'Educació de la Natura. (del 2014)
- Edifici de la Facultat de Química. (del 2017)
- Edifici de l'Institut de Ciències Geològiques. (del 2017)

## Facultats
La Universitat comprèn setze facultats que tenen diferents subestructures organitzatives que reflecteixen en part la seva història i en part les seves necessitats operatives. La docència i la investigació a la Universitat estan organitzades per aquestes facultats, incloent una sèrie d'instituts addicionals: Facultat de Dret i Administració, Facultat de Medicina (Collegium Medicum), Facultat de Farmàcia (Collegium Medicum), Facultat de Ciències de la Salut (Collegium Medicum), Facultat de Filosofia, Facultat d'Història, Facultat de Filologia, Facultat d'Estudis Polonesos, Facultat de Física, Astronomia i Informàtica Aplicada, Facultat de Matemàtiques i Informàtica, Facultat de Química, Facultat de Biologia, Facultat de Gestió i Comunicació Social, Facultat d'Estudis Internacionals i Ciències Polítiques, Facultat de Bioquímica, Biofísica i Biotecnologia, i Facultat de Geografia i Geologia.

## Museus
La Universitat gestiona deu museus que presenten col·leccions relacionades amb la història de la universitat i algunes de les seves facultats, així com col·leccions d'objectes recollits al llarg dels segles per científics de Cracòvia. Les col·leccions més valuoses es troben al Museu de la Universitat, que es troba a l'històric edifici del Collegium Maius. On hi ha, entre d'altres, el Globus Jagellonicus datat el 1501 i que és globus terrestre més antic que té escrit el nom d'Amèrica; instruments utilitzats per Nicolau Copèrnic; una escultura de fusta del rei Casimir III el Gran del segle XIV i moltes altres exposicions valuoses.

## Biblioteques

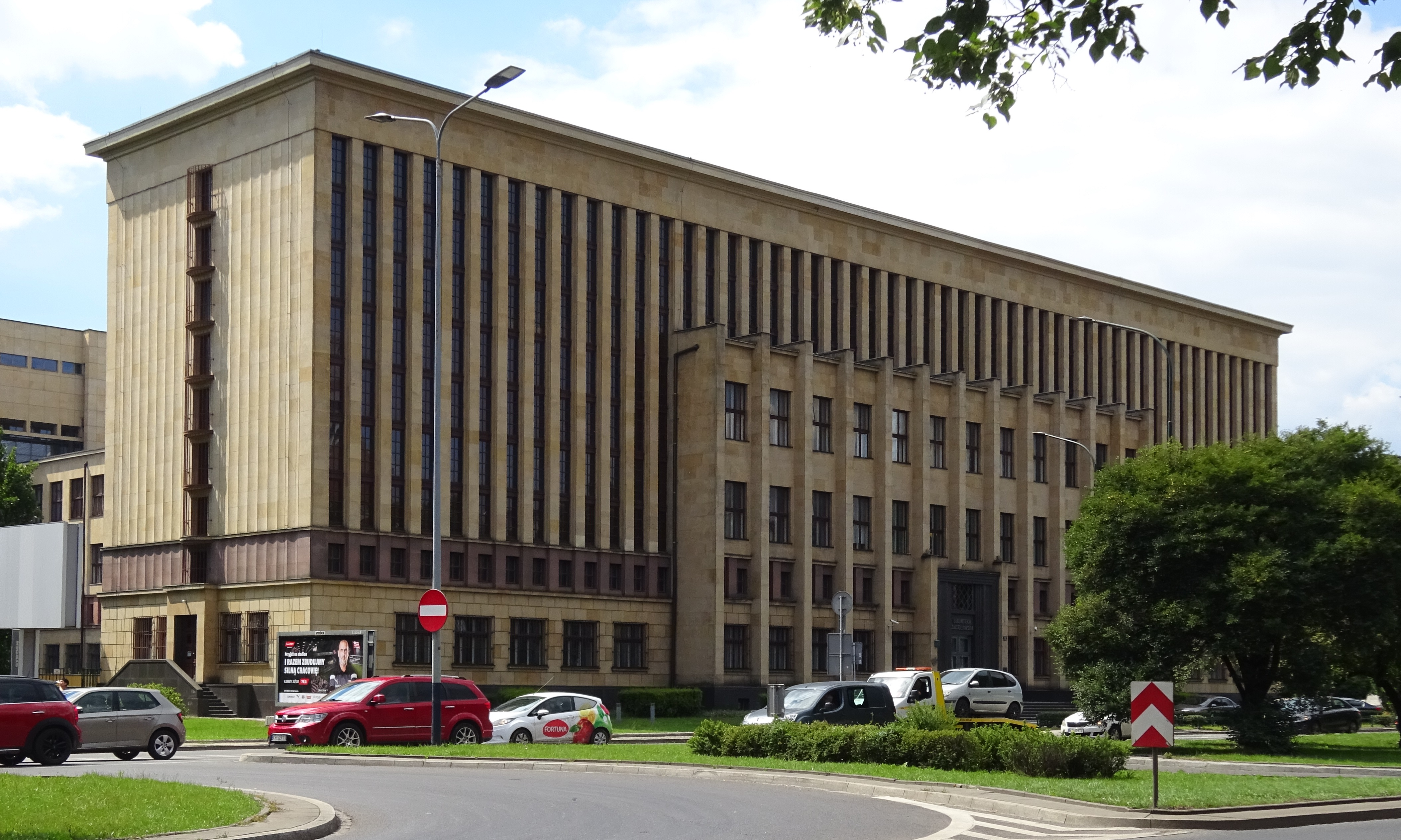
Edifici principal de la Biblioteca Jagellònica.

La biblioteca principal de la universitat, la Biblioteca Jagellònica (Biblioteka Jagiellońska), és una de les més importants i antigues de Polònia, amb gairebé 6,5 milions de volums; és un component del sistema de biblioteques nacionals de Polònia. És la llar d'una col·lecció de manuscrits medievals de renom mundial, que inclou el De Revolutionibus Orbium Coelestium de Copèrnic, el Codex de Balthasar Behem i el fons d'art Berlinka, l'estatus legal del qual està en disputa amb Alemanya. La biblioteca també té una extensa col·lecció de literatura política clandestina (l'anomenada drugi obieg o samizdat) del període de la República Popular de Polònia.
Es considera l'any 1364 com l'inici de la Biblioteca Jagellònica, el mateix que el de la universitat (llavors coneguda com a Acadèmia de Cracòvia). Tanmateix, en comptes d'existir una biblioteca central, aquesta tenia diverses biblioteques més petites en edificis dels diversos departaments (tot i que la col·lecció més gran es trobava al Collegium Maius on es guardaven obres relacionades amb la teologia i les arts liberals). A partir del 1775 la Komisja Edukacji Narodowej (Comissió d'Educació Nacional), considerada el primer ministeri d'educació europeu, va centralitzar les diverses biblioteques en una col·lecció pública al Collegium Maius. Durant el repartiment de Polònia, la biblioteca va continuar creixent gràcies al suport i a les aportacions de les col·leccions de persones com Karol Józef Teofil Estreicher i Karol Estreicher. Des del 1932, la Biblioteca Jagellònica està reconeguda com a biblioteca de dipòsit legal, és a dir, té dret a rebre un còpia de qualsevol llibre publicat per editors polonesos a Polònia, un estatus comparable amb la Bodleian Library de la Universitat d'Oxford, la Biblioteca de la Universitat de Cambridge o la Biblioteca del Trinity College de Dublín. L'any 1940, la biblioteca va obtenir finalment un nou edifici propi, que posteriorment s'ha ampliat en dues ocasions, l'última el 1995–2001.

## Història

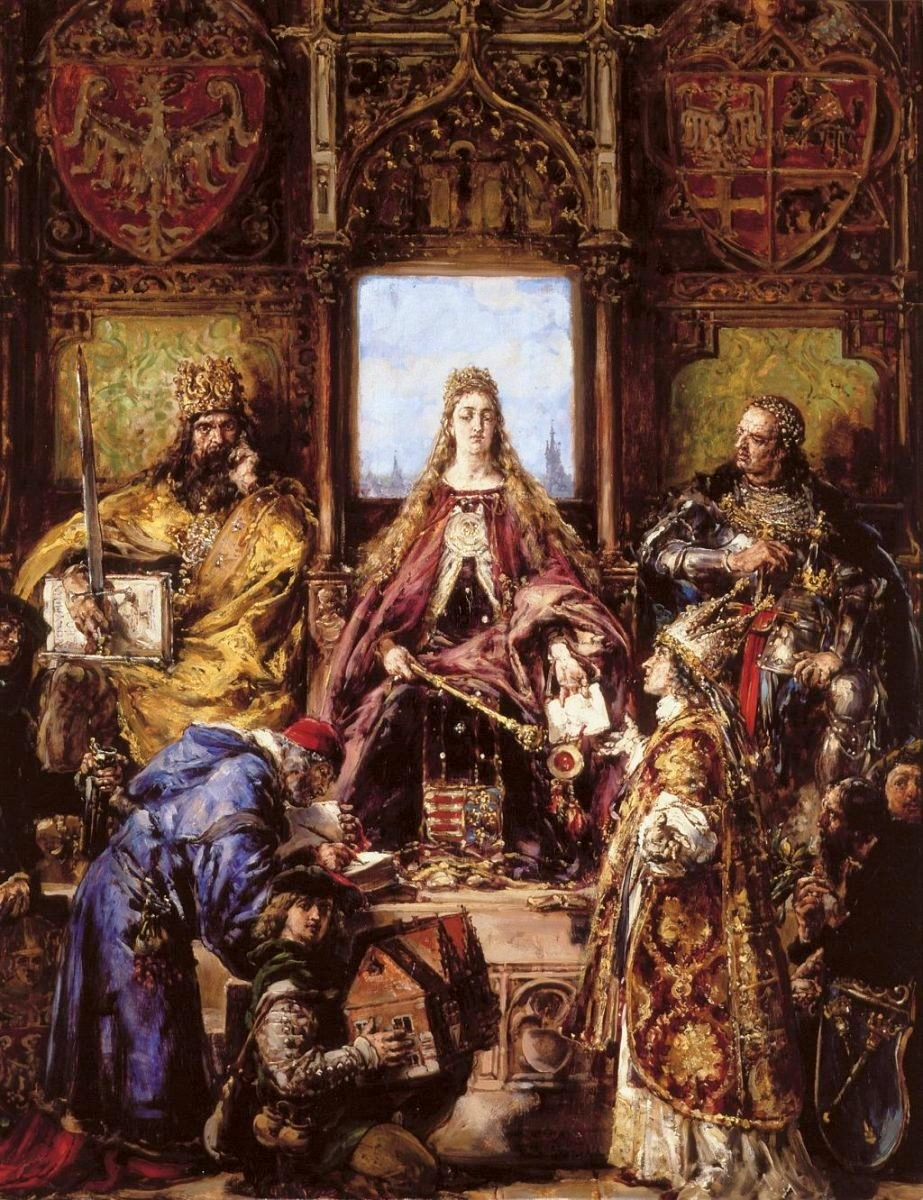
Fundació de l'Acadèmia de Cracòvia, pintura al·legòrica de Jan Matejko. Al centre la reina Santa Eduvigis de Polònia, a la seva esquerra el seu marit, Ladislau Jagelló de Polònia i Lituània, i a la seva dreta el seu oncle Casimir el Gran de Polònia (mort temps enrere)

### Fundació de la universitat
La Universitat Jagellònica de Cracòvia va ser fundada el 12 de maig de 1364, sota el nom d'«Acadèmia de Cracòvia» (Akademia Krakowska), pel rei Casimir III el Gran que va rebre el permís del Papa Urbà V per establir un Studium Generale a Cracòvia, aleshores capital de Polònia. Tanmateix, l'Acadèmia de Cracòvia va comptar des del 1367 amb només tres facultats (arts liberals, medicina i dret) ja que Urbà V no li va concedir el permís per fundar una facultat de teologia, aleshores la disciplina més noble.
La universitat va néixer sobre el model de la ja existent Universitat de París i va ser l'única universitat de Polònia fins al segle xvi, quan el rei Esteve Bathory va fundar l'Acadèmia de Vílnius el 1578 i l'Acadèmia Zamość pel canceller Jan Zamoyski el 1594.

### Època daurada i renaixement
El primer rector de la universitat fou el jurista i bisbe de Cracòvia Piotr Wysz de Radolin, i els primers professors van ser txecs, alemanys i polonesos, gairebé tots de la Universitat Carolina de Praga, on el seu gran mestre era Matthaeus de Cracòvia. Durant el Concili de Constança de 1414, el rector de la Universitat, Paweł Włodkowic, es va fer famós a Europa defensant el principi de tolerància religiosa envers els no cristians i condemnant la conversió per la força.
El desenvolupament de la universitat va ser interromput per la mort de Casimir III. El seu successor, Lluís I d'Hongria, no es va interessar per la ciència, fet que va provocar un estancament. Tanmateix, la universitat fou restablerta l'any 1400 per Ladislau II Jagelló, fundador de la dinastia Jagelló. La seva dona Eduvigis de Polònia, coronada reina de Polònia, va contribuir en gran manera a aquesta restauració deixant en el seu darrer testament l'any 1399 una part considerable de la seva propietat privada a la universitat. El 1397, va persuadir el papa Bonifaci IX de restablir la universitat integrant-hi una facultat de teologia.
L'any 1473, l'impressor Kasper Straube de Baviera va instal·lar a Cracòvia la primera impremta. Entre les figures que van influir en la filologia clàssica hi havia Grzegorz de Sanok, Paweł de Krosno, Stanisław Grzebski i Jakub Górski. També s'hi va ensenyar hebreu.
Les facultats d'astronomia, dret i teologia van atreure erudits eminents com Joan de Kęty, Stanisław of Skarbimierz, Paweł Włodkowic, Joan de Glogau i Albert Brudzewski, que de 1491 a 1495 va ser un dels mestres de Nicolau Copèrnic. La universitat va ser la primera universitat d'Europa a establir càtedres independents de Matemàtiques i Astronomia. Aquesta ràpida expansió de la facultat de la universitat va obligar a comprar uns locals més grans per allotjar-los; va ser així que l'edifici conegut avui com el Collegium Maius va néixer a principis del segle xv. Les qualitats del Collegium Maius van ajudar la universitat a establir la seva reputació com a lloc d'aprenentatge a l'Europa Central.

### Crisi i nova partició de Polònia
Al ssegle xvi va començar a patir una crisi. La Universitat es va reformar massa lentament, mentre que les universitats alemanyes, sota la influència de la Reforma Protestant van abandonar abans l'escolàstica medieval. Malgrat tot, la universitat encara atreia humanistes, entre els quals figures reconegudes com Jan Kochanowski, Andrzej Frycz Modrzewski i Marcin Kromer.
La crisi va durar fins a la reforma inspirada en la Il·lustració i dirigida per Hugo Kołłątaj, representant de la Comissió Nacional d'Educació, una administració central d'educació pública fundada a Polònia després de la supressió dels jesuïtes el 1773.
Després de la tercera partició de Polònia l'any 1795 i de les guerres Napoleòniques posteriors, Cracòvia es va convertir en una ciutat lliure sota la protecció de l'Imperi Austríac; això, però, no havia de durar gaire. El 1846, després de l'aixecament de Cracòvia, la ciutat i la seva universitat van passar a formar part de l'Imperi Austríac. Els austríacs eren en molts aspectes hostils a la institució i, poc després de la seva arribada, van retirar molts dels mobles de l'Auditori Maximum del Collegium Maius per convertir-lo en un magatzem de cereals. Tanmateix, l'amenaça de tancament de la Universitat va ser finalment dissipada pel decret de Ferran I d'Àustria per mantenir-la. A la dècada de 1870 la sort de la universitat havia millorat tant que molts estudiosos havien tornat, un exemple d'això fou la liqüefacció del nitrogen i l'oxigen demostrada i duta a terme amb èxit pels professors Zygmunt Wróblewski i Karol Olszewski el 1883. Més tard, les autoritats austríaques van assumir un nou paper en el desenvolupament de la universitat i van proporcionar fons per a la construcció d'una sèrie d'edificis nous, inclòs el neogòtic Collegium Novum, inaugurat el 1887. Va ser, per contra, d'aquest edifici que el 1918 un gran quadre de l'emperador Francesc Josep I d'Àustria va ser retirat i destruït pels estudiants polonesos que defensaven el restabliment d'un estat polonès independent.
Amb motiu del 500è aniversari de la fundació de la universitat, es va col·locar un monument dedicat a Nicolau Copèrnic al Collegium Maius; actualment aquesta estàtua es troba fora del Collegium Witkowskiego, on es va traslladar el 1953. La universitat fins al 1918 es va anar expandint cap als carrers Grzegórzecka i Kopernika i el Collegium Medicum es va traslladar just a l'est de l'actual centre històric i es va ampliar amb la incorporació d'un nombre d'hospitals docents moderns: aquest «campus mèdic» es manté fins avui dia. A finals de la dècada de 1930, el nombre d'estudiants a la universitat havia augmentat fins a gairebé 6.000, convertint-se en un important centre d'educació de la nova República independent de Polònia. Per aquest motiu la universitat va aconseguir el suport del Govern per a la compra de sòl edificable per a nous edificis, com a resultat es van construir un seguit de residències per a estudiants i per a professors. Tanmateix, de tots els projectes iniciats durant aquesta època, el més important hauria de ser la creació de la Biblioteca Jagellònica. L'edifici monumental de la biblioteca, que es va començar a construir l'any 1931, es va acabar finalment cap a final del període d'entreguerres, fet que va permetre que les nombroses col·leccions literàries de la universitat fossin traslladades a la seva nova llar amb l'esclat de la Segona Guerra Mundial el 1939.

### Època moderna i renovació

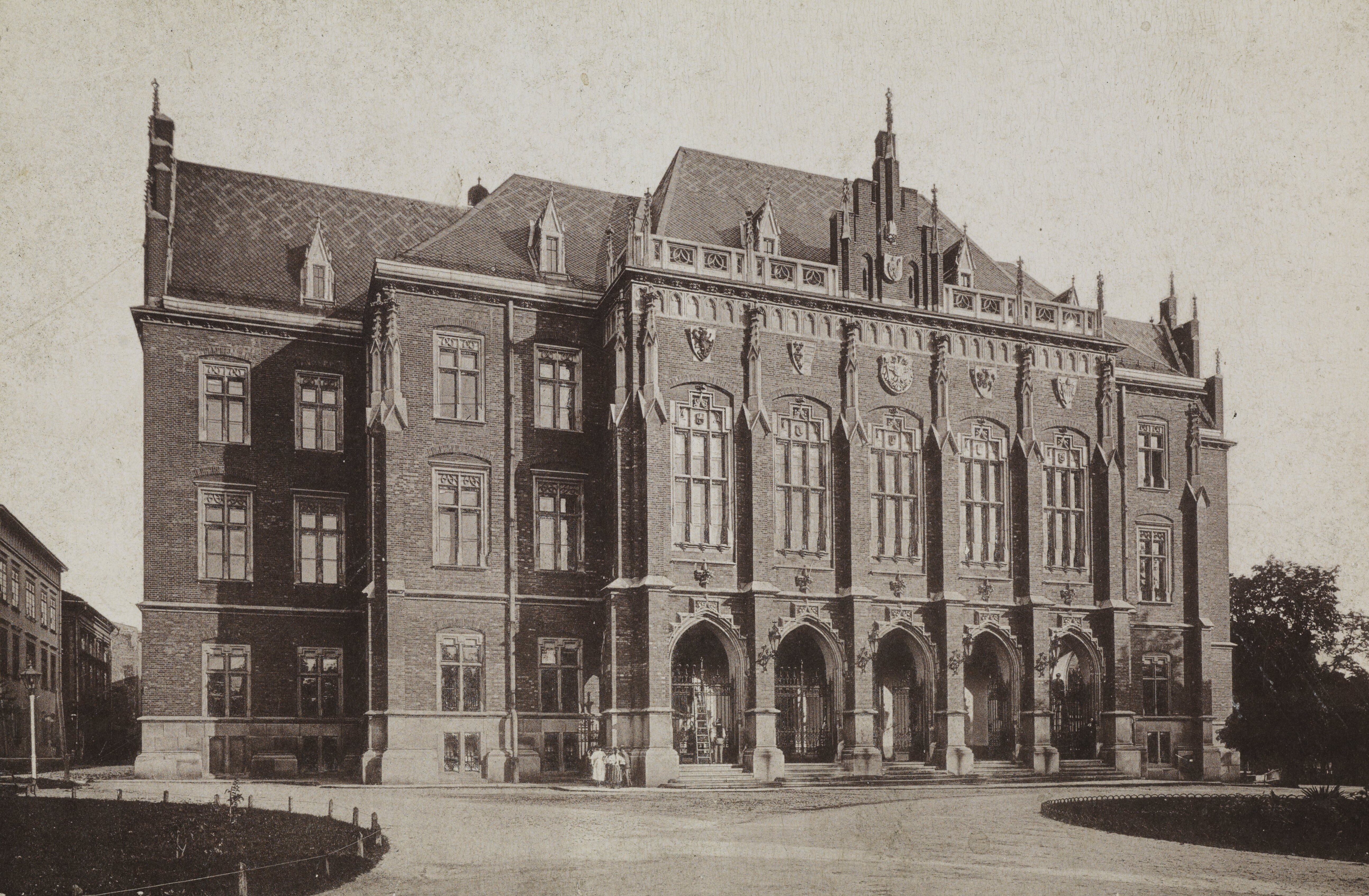
Imatge del Collegium Novum del 1900.

El 6 de novembre de 1939, arran de la invasió de Polònia per Alemanya, 138 professors més alguns alumnes i personal no docent de la Universitat van ser arrestats i deportats al camp de concentració de Sachsenhausen, al nord de Berlín, durant una operació represiva amb el nom en clau Sonderaktion Krakau (Operació Especial Cracòvia). La Universitat, juntament amb la resta de l'educació superior i secundària de Polònia, va ser tancada durant la resta de la Segona Guerra Mundial. Malgrat la reobertura de la universitat després del cessament de les hostilitats el 1945, el nou govern polonès va ser hostil als ensenyaments de la universitat d'abans de la guerra i fou suprimida pel govern comunista el 1954. El 1957 el govern polonès va decidir la construcció de noves instal·lacions prop del parc Henryk Jordan i l'ampliació d'instal·lacions més petites existents. Però els treballs de construcció van resultar lents i molts dels objectius establerts mai no es van aconseguir; va ser aquesta mala gestió la que finalment va fer que diversos estudiosos critiquessin obertament el govern per la seva aparent manca d'interès pel desenvolupament educatiu i pel menyspreu pel futur de la universitat.
El 1989, any en què s'enderrocà el govern comunista, la Universitat va completar amb èxit la compra del seu primer solar edificable al districte Dębniki de Cracòvia, on a partir de l'any 2000 es va iniciar la construcció d'un nou complex d'edificis universitaris, l'anomenat Campus III. Aquest nou campus, anomenat oficialment «Campus del 600è Aniversari», es va desenvolupar conjuntament amb el nou LifeScience Park, que és gestionat pel Jagellonian Center for Innovation, el consorci de recerca de la universitat. Els fons públics destinats al projecte van ascendir a 946,5 milions d'zlotys (240 milions d'euros).

## Associacions internacionals de les quals forma part
En el món de parla anglesa, la Universitat Jagellònica manté col·laboracions internacionals amb la Universitat de Cambridge, la Universitat de Melbourne, la Universitat de Chicago, la Universitat de Califòrnia a Los Angeles, la London School of Economics, la Universitat de Rochester, la Universitat de Califòrnia a Irvine, la Universitat Case Western Reserve. Al món francòfon, les universitats associades inclouen la Universitat de París i la Universitat de Montpeller. També manté una forta associació acadèmica amb la Universitat de Heidelberg, la més antiga d'Alemanya. I forma part, entre d'altres, de les següents xarxes de cooperació internacional: Grup Coïmbra, l'Associació d'Universitats Europees (EUA), Europaeum, The Guild, Utrech Network, Una Europa, Baltic Universities Program o Unitown.

## Personalitats destacades

### Professors
- Stanisław de Skarbimierz (1360-1431), teòleg, advocat i rector de la universitat.
- Paweł Włodkowic (1370-1435), advocat, diplomàtic, polític, representant de Polònia al Concili de Constança, i rector de la universitat.
- Joan de Capistrano (1386-1456), teòleg franciscà.
- Grzegorz de Sanok (1406-1477), humanista i filòsof.
- Marcin Król de Żurawica (1422-1460), matemàtic.
- Joan de Glogau (1445-1507), filòsof, geògraf i astrònom.
- Maciej de Miechów (1457-1523), rector de la universitat.
- Albert Brudzewski (1445-1497), astrònom i matemàtic.
- Jan Brożek (1585-1652), astrònom, matemàtic i escriptor.
- Hugo Kołłątaj (1750-1812), sacerdot catòlic, escriptor, polític i rector de la universitat.
- Jan Śniadecki (1756-1830), matemàtic, filòsof i astrònom.
- Józef Szujski (1835-1883), historiador, polític i rector de la universitat.
- Jan Niecisław Baudouin de Courtenay (1845-1929), lingüista.
- Stanisław Tarnowski (1837-1917), historiador i crític literari.
- Zygmunt Wróblewski (1845-1888), físic.
- Michał Bobrzyński (1849-1935), historiador i polític.
- Napoleon Cybulski (1854-1919), fisiòleg, descobridor de l'adrenalina i un dels creadors de l'endocrinologia, i rector de la universitat.
- Stanisław Zaremba (1863-1942), matemàtic.
- Fryderyk Zoll (1865-1948), advocat i rector de la universitat.
- Ignacy Chrzanowski (1866–1940), especialista en literatura polonesa, va morir al camp de Sachsenhausen després de la Operació Especial Cracòvia.
- Marian Smoluchowski (1872-1917), físic.
- Kazimierz Nitsch (1874-1958), eslavista, historiador de la llengua polonesa i dialectòleg.
- Tadeusz Sinko (1877-1966), especialista en literatura antiga.
- Stanisław Estreicher (1869-1939), historiador, bibliògraf, rector de la universitat i fundador del museu universitari.
- Adam Krzyżanowski (1873-1963), economista.
- Czesław Białobrzeski (1878-1953), físic i filòsof de la ciència.
- Rafał Taubenschlag (1881-1958), jurista.
- Tadeusz Banatxiewicz (1882-1954), astrònom i matemàtic.
- Tadeusz Estreicher (1871-1952), historiador, químic i investigador de la criogènia.
- Władysław Konopczyński (1880-1952), historiador.
- Franciszek Leja (1885-1979), matemàtic.
- Stanisław Pigoń (1885-1968), historiador de la literatura polonesa i pedagog.
- Juliusz Kleiner (1886-1957), historiador i teòric de la literatura polonesa.
- Władysław Szafer (1886-1970), botànic.
- Roman Grodecki (1889-1964), historiador.
- Stefan Szuman (1889 -1972), professor, psicòleg i metge.
- Władysław Konopczyński (1880-1952), historiador.
- Roman Ingarden (1893-1970), filòsof i teòric literari.
- Jerzy Kuryłowicz (1895-1978), lingüista i especialista en llengües indoeuropees.
- Tadeusz Sulimirski (1898-1983), historiador i arqueòleg, especialista en els sàrmates.
- Adam Vetulani (1901-1976), jurista i historiador del dret.
- Leo Sternbach (1908-2005), farmacòleg, conegut pel descobriment de les benzodiazepines.
- Leon Marchlewski (1869-1946), químic i rector de la universitat.
- Roman Dyboski (1883-1945), filòleg i investigador de la literatura.
- Ludwik Ehrlich (1889-1968), jurista i historiador del dret.
- Henryk Wereszycki (pl) (1898-1990), historiador.
- Tadeusz Ważewski (1896-1972), matemàtic.
- Henryk Niewodniczański (1900-1968), físic nuclear.
- Stanisław Gołąb (1902-1980), matemàtic.
- Kazimierz Kordylewski (1903-1981), astrònom, descobridor dels núvols de Kordylewski.
- Kazimierz Wyka (1910-1975), filòleg i crític literari.
- Jacek Szarski (1921-1980), matemàtic.
- Jan Zurzycki (1925-1984), biòleg.
- Władysław Stróżewski (1933-), filòsof fenomenòleg, ontòleg i esteticista (alumne de Roman Ingarden).
- Jerzy Zdrada (1936-), historiador i polític.
- Franciszek Ziejka (1940-2020), especialista en literatura polonesa i rector de la universitat.
- Jan Woleński (1940-), filòsof i lògic.
- Tadeusz Lubelski (1949-) historiador del cinema.
- Zdzisław Mach (1954-), sociòleg i antropòleg.
- Wojciech Krawczuk (1963-), historiador i filòleg.

### Alumnes
Categoria principal: Alumnes de la Universitat Jagellònica
- Joan de Kęty (1397-1473), teòleg escolàstic.
- Jan Długosz (Johannes Longinus) (1415-1480), sacerdot, cronista, diplomàtic, soldat. És considerat el primer historiador de Polònia.[52]
- Nicolau Copèrnic (1473-1543), astrònom, autor de l'heliocentrisme.
- Frantsisk Skarina (~1490-~1551), educador, humanista, escriptor i traductor.
- Jan Kochanowski (1530-1584), poeta, considerat el pare de la poesia lírica polonesa.[53]
- Joan III Sobieski (1629-1696), rei de la Confederació de Polònia i Lituània
- Carl Menger (1840-1921), economista i advocat, fundador de l'Escola Austríaca d'Economia.
- Karol Olszewski (1846-1915), física, matemàtic i químic.
- Ignacy Łukasiewicz (1822-1882), farmacèutic, químic, inventor de la làmpada de querosè.
- Wacław Sierpiński (1882-1969), matemàtic.
- Bronisław Malinowski (1884-1942), antropòleg defensor i impulsor del funcionalisme.
- Ivo Andrić (1892-1975), escriptor i poeta iugoslau guanyador del Premi Nobel de Literatura l'any 1961.
- Antoni Kępiński (1918-1972), psiquiatre i filòsof.
- Joan Pau II (Karol Józef Wojtyła) (1920-2005), Papa de l'Església Catòlica Romana entre 1978 i 2005.
- Stanisław Lem (1921–2006), escriptor de ciència-ficció.
- Wisława Szymborska (1923-2012), poetessa, guanyadora del Premi Nobel de Literatura l'any 1996.
- Krzysztof Penderecki (1933-2020), compositor i director d'orquestra.
- Norman Davies (1939-), historiador britànic.
- Jerzy Vetulani (1936-2017), neurocientífic, farmacòleg i bioquímic.
- Beata Szydlo (1963-), etnòloga i política, primera ministra de Polònia de 2015 a 2017.
- Paulo Szot (1969-), baríton i actor brasileny.
- Andrzej Duda (1972-), advocat i polític, president de Polònia des del 2015.

## Galeria

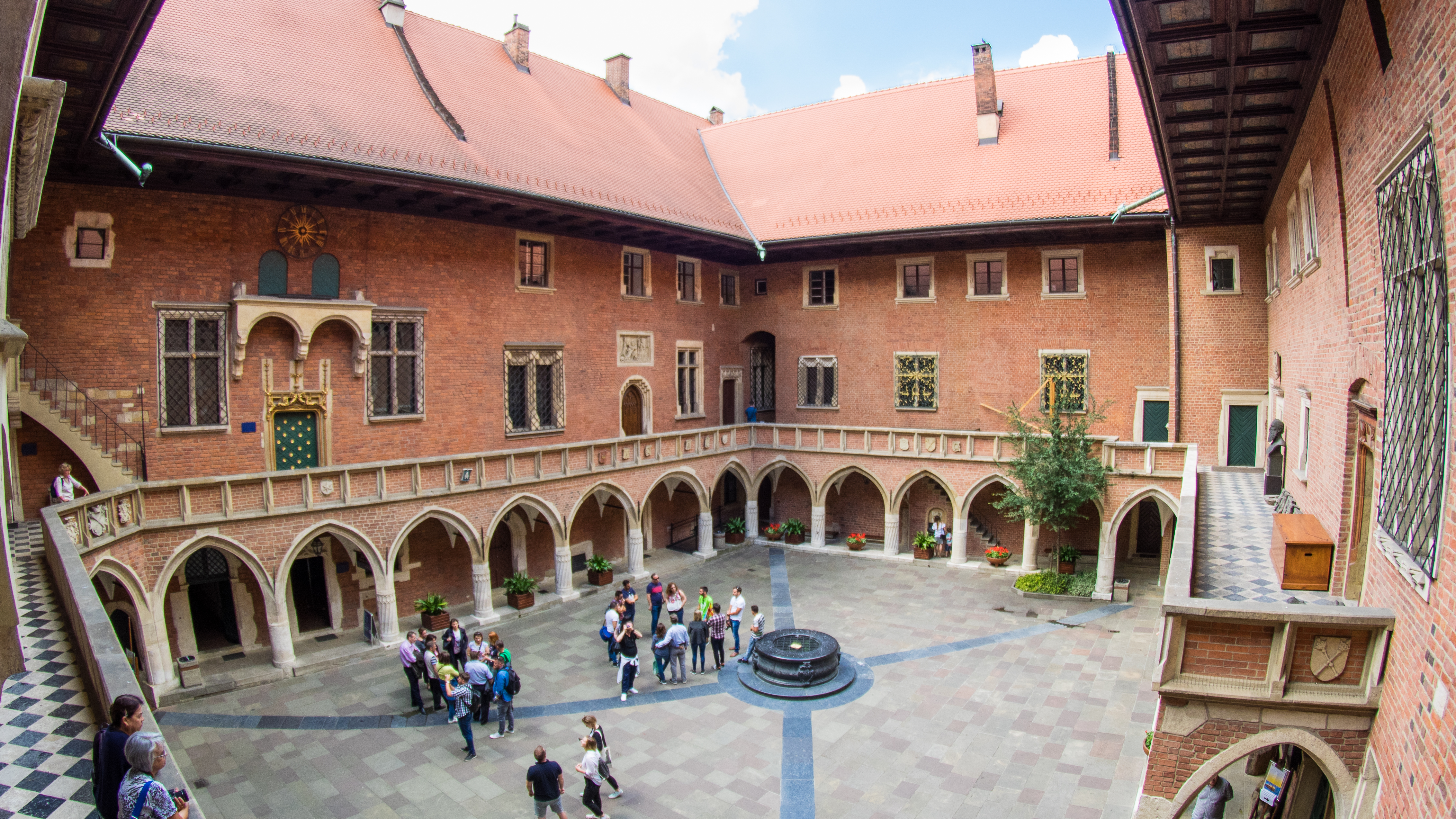
Pati interior del Collegium Maius.
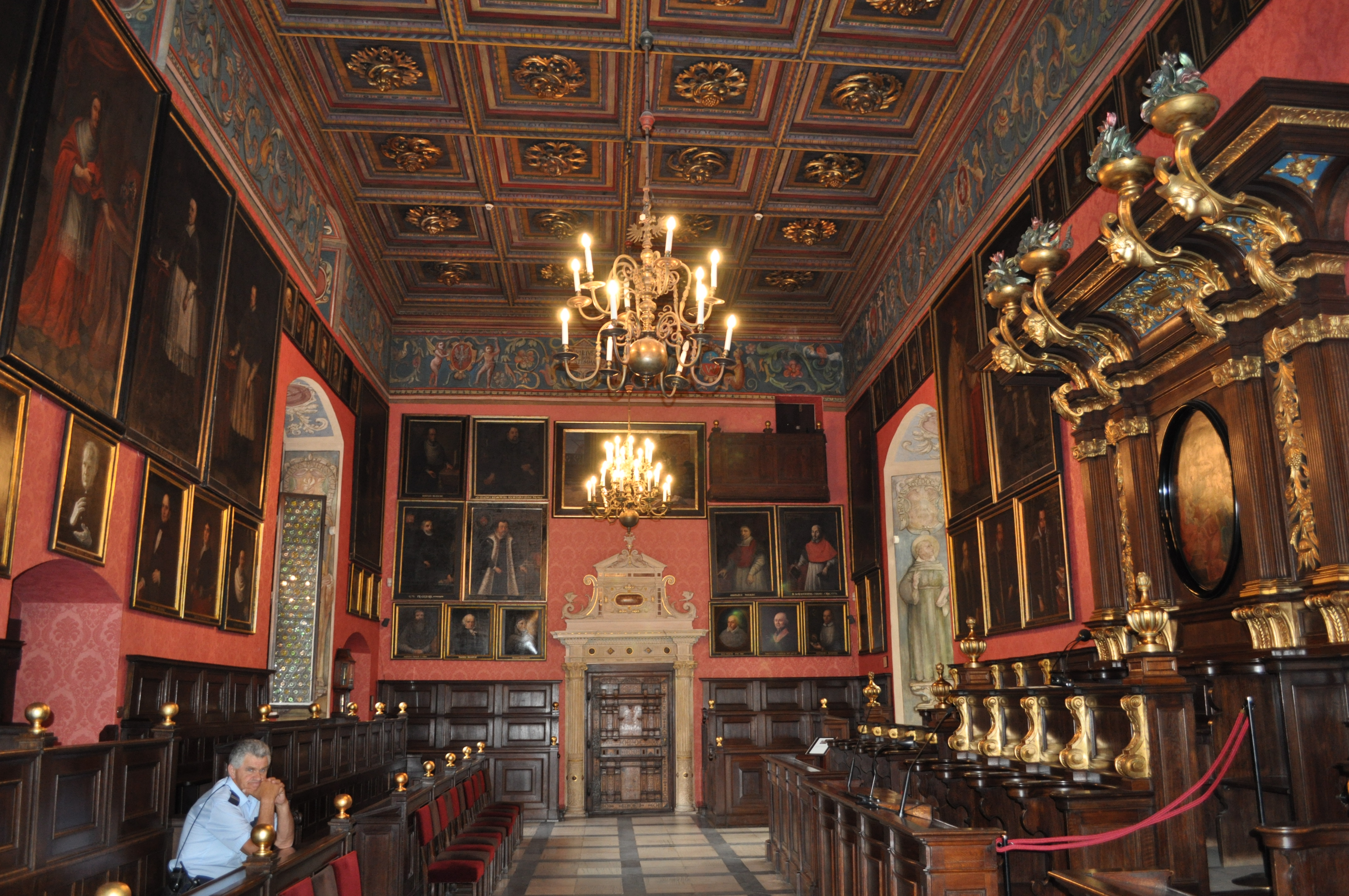
Sala d'actes del Collegium Maius.
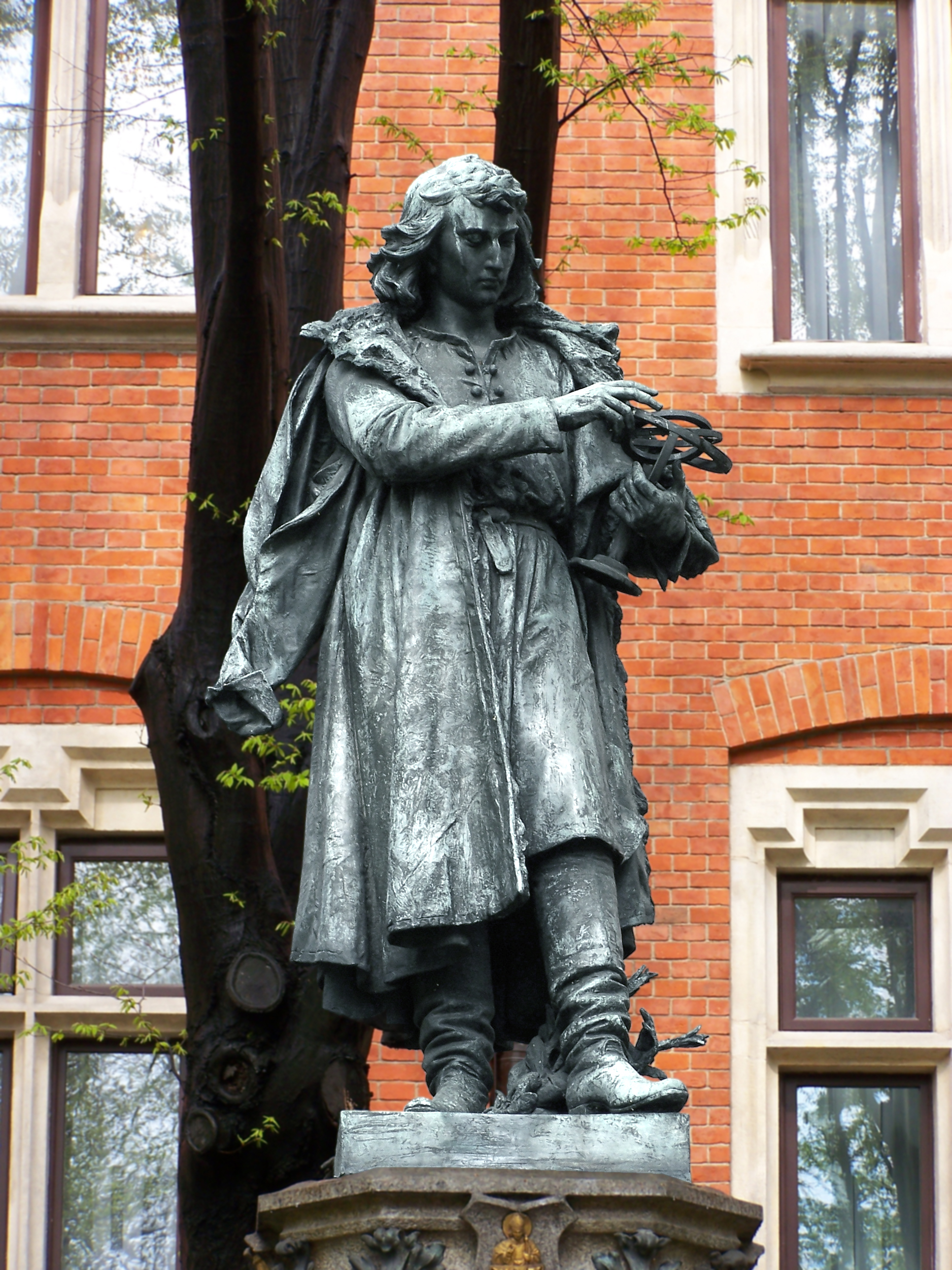
Monument a Nicolau Copèrnic al costat del Collegium Novum.
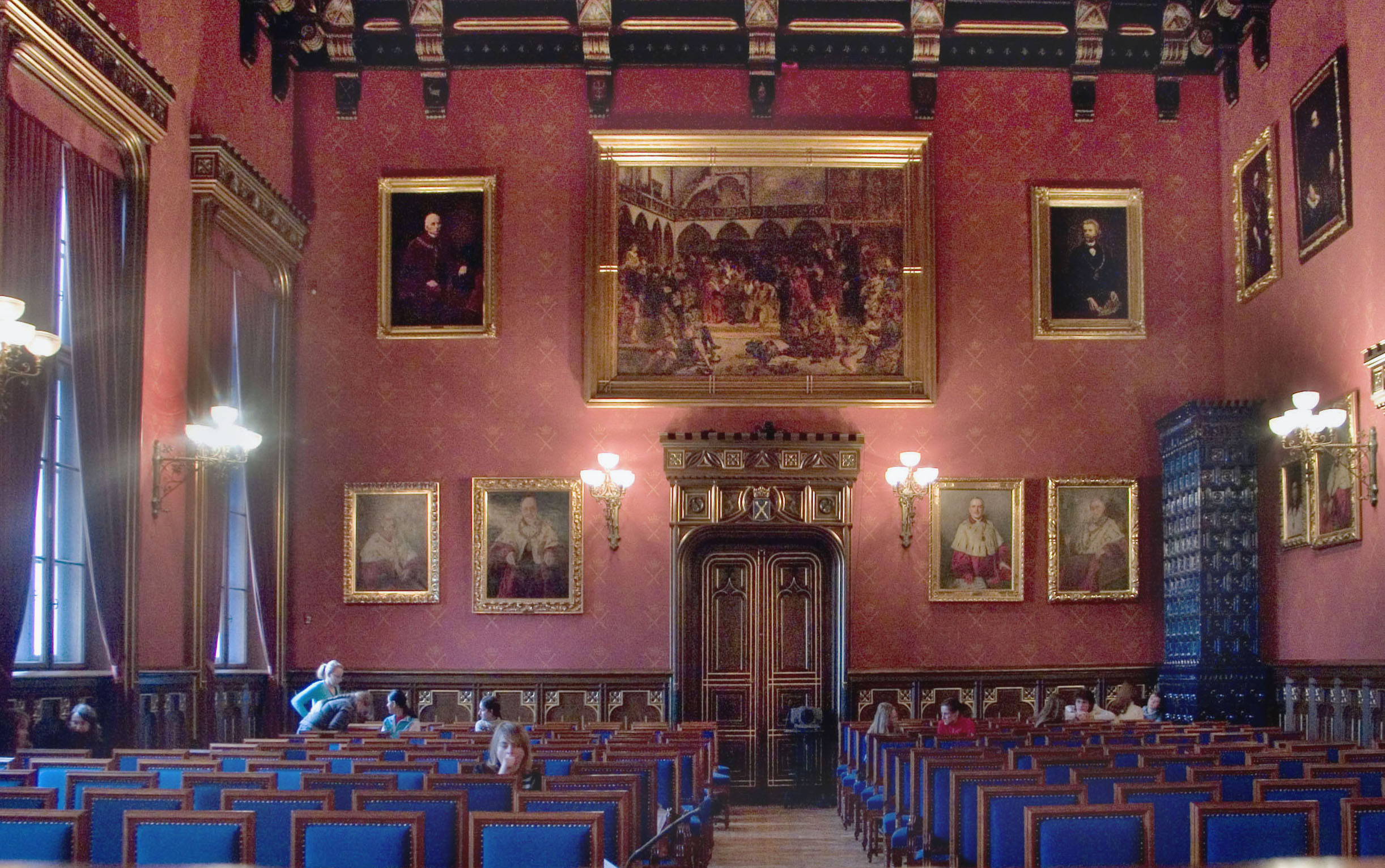
Aula Magan del Collegium Novum.
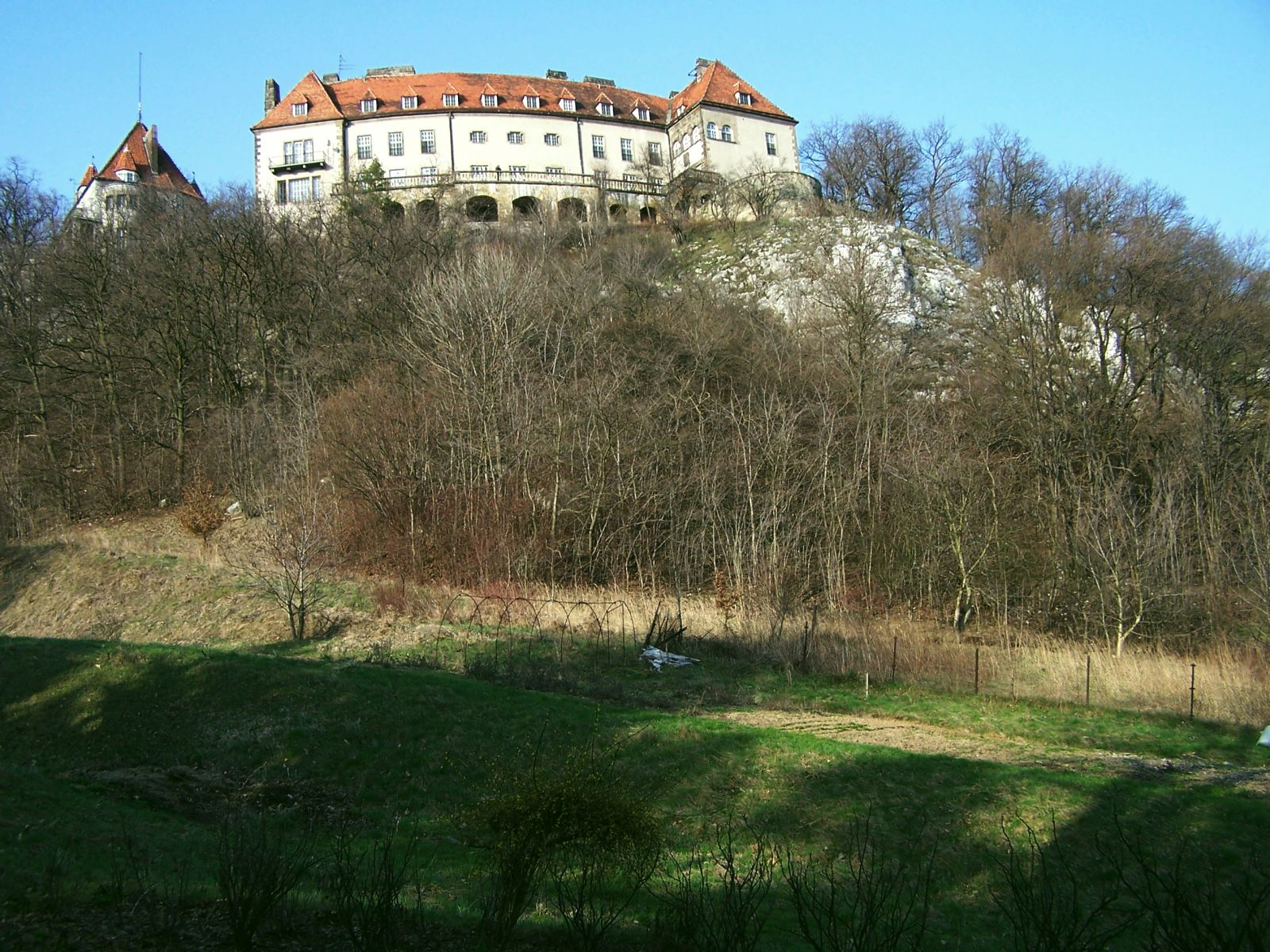
Castell Przegorzały (o Villa Rotunda), seu de l'Institut per als Estudis Europeus de la Universitat.
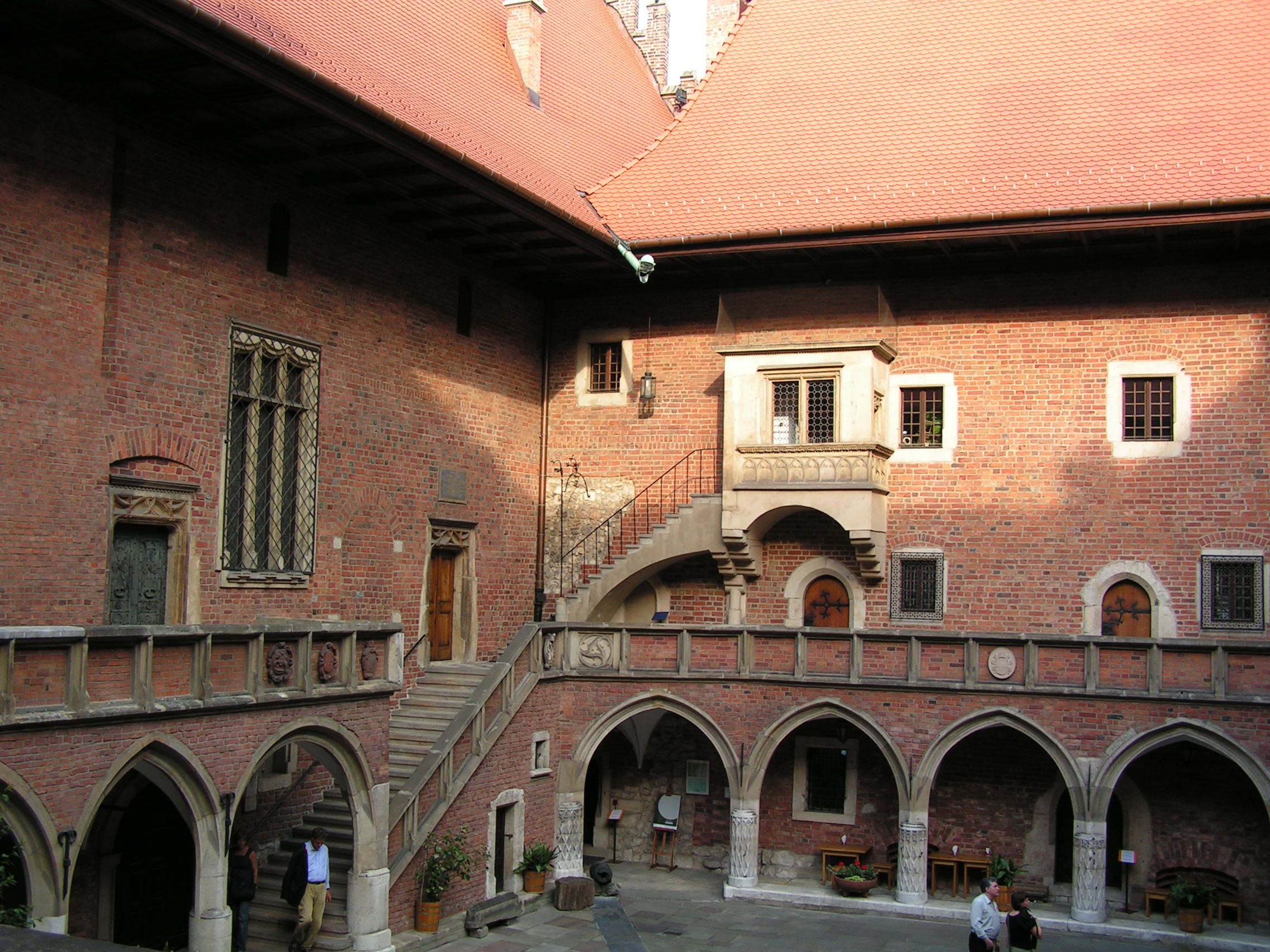
Pati del Collegium Maius.
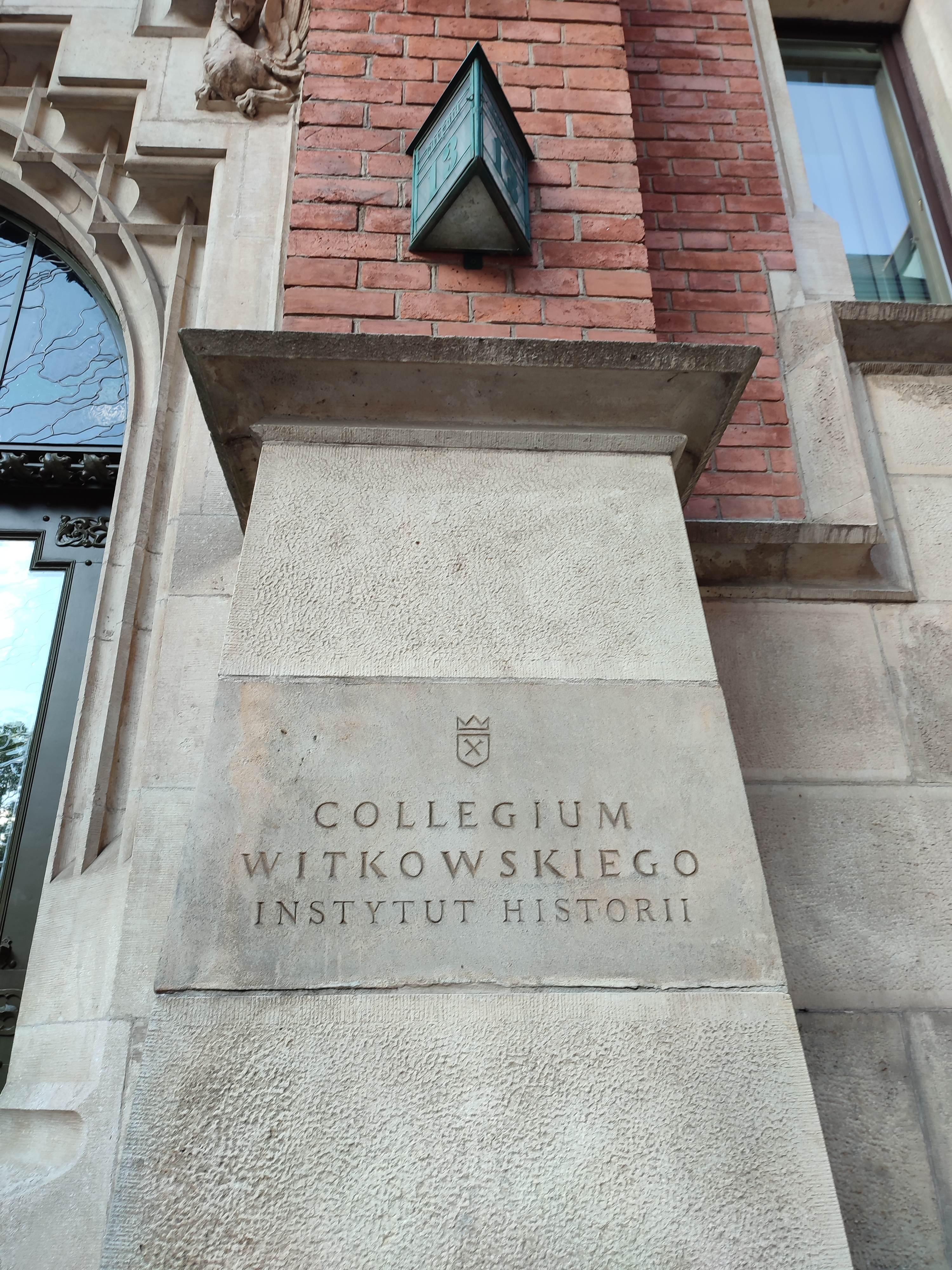
Collegium Witkowskiego. Seu de l'Institut d'Història.
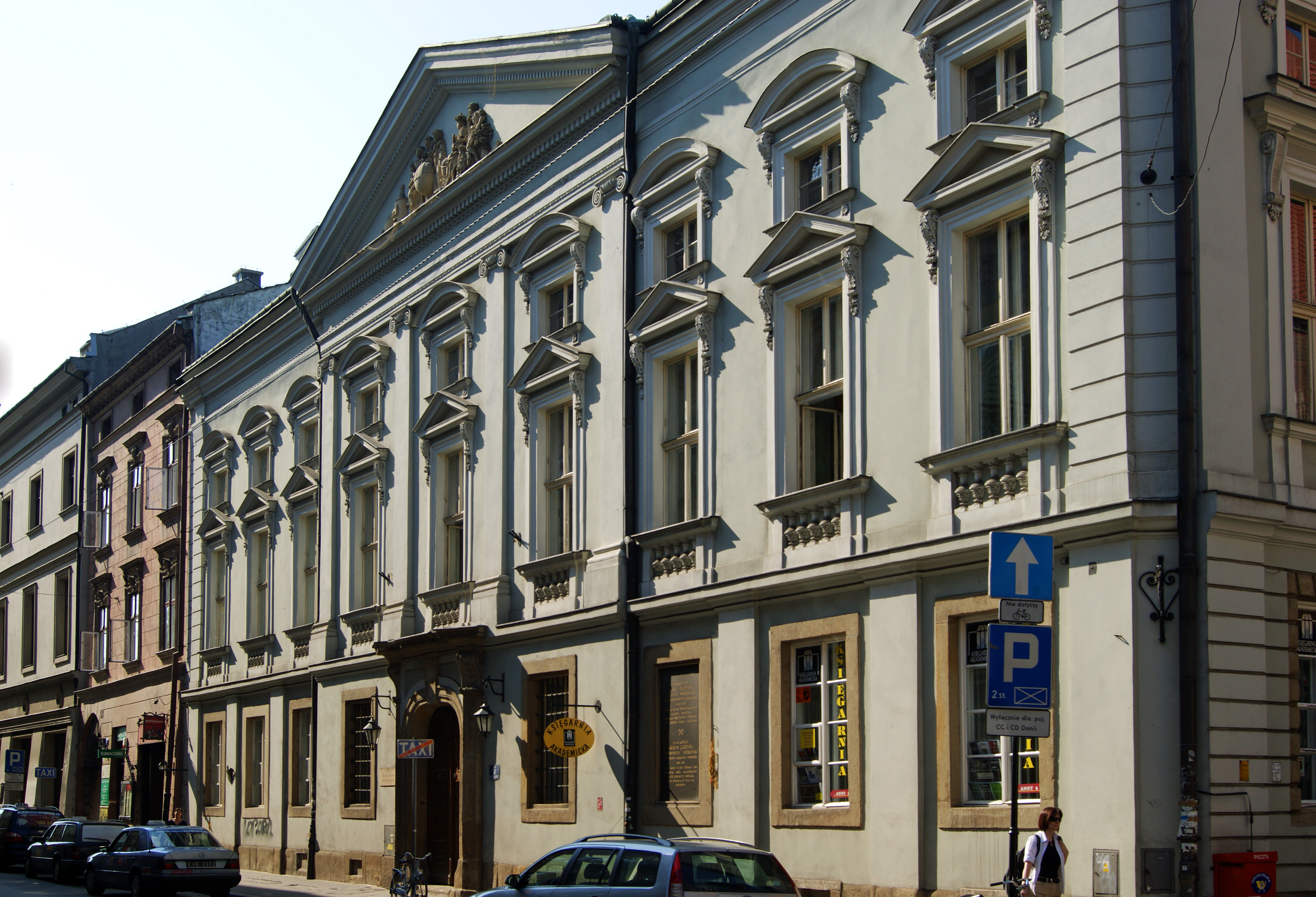
Façana del Collegium Phisicum.
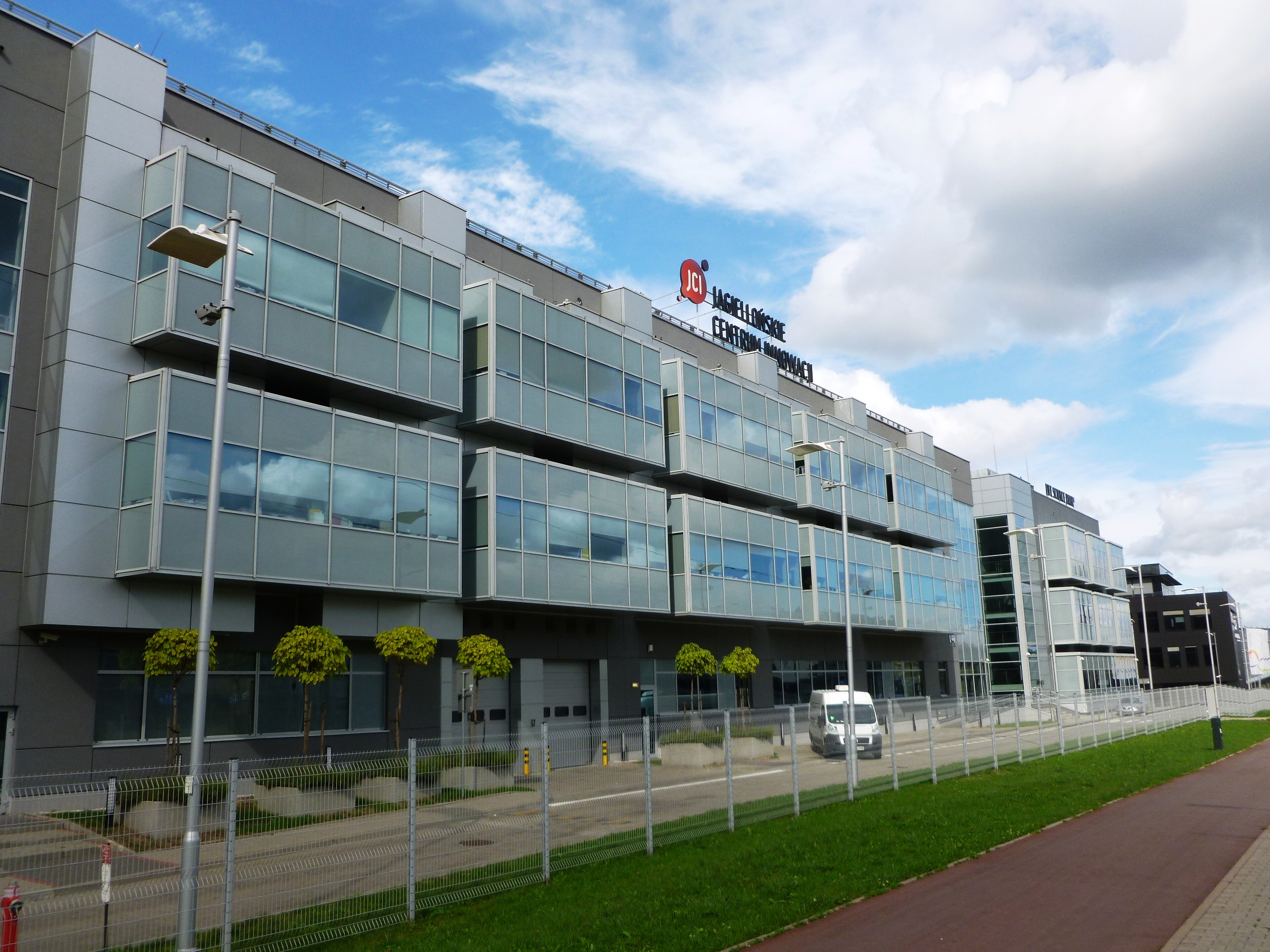
Façana del Life Science Park.